# Абдуллина, Алсу Ренатовна
Алсу́ Рена́товна Абду́ллина (род. 11 апреля 2001, Актюбинский, Татарстан) — российская футболистка, защитник московского «Локомотива» и сборной России.

## Карьера
Начала заниматься футболом в 7 лет в родном посёлке Актюбинский. В футбольной секции не было женской команды — Абдуллина занималась вместе с мальчиками. О том, как футболистка оказалась в команде рассказал её первый тренер Владимир Баландин:
Сначала она просто приходила со старшим братом, сидела за воротами и смотрела. Один раз я предложил ей мяч, и она сказала: „Давайте, я люблю в футбол играть“. Решил позвать её играть с мальчишками своего возраста, так она и начала карьеру.
До 14 лет Абдуллина играла в Татарстане. Помимо Актюбинского, выступала за команды из Альметьевска и Набережных Челнов. Затем Баландину посоветовали перевести футболистку на более серьёзный уровень. Кроме того, он понимал, что и сама Алсу ставила перед собой высокие цели, и повёз её на просмотр в московское «Чертаново». Там уже на первой тренировке талант девочки оценили высоко, а через несколько дней ей объявили, что оставляют в своей школе. В возрасте 14 лет перешла в спортшколу «Чертаново».

### Клубная
Дебютировала в основной команде «Чертаново» 18 апреля 2017 года в 1-м туре чемпионата России против ЖФК ЦСКА, вышла в стартовом составе на позиции левого полузащитника и была заменена на 70-й минуте. В 3-м туре чемпионата против Рязань-ВДВ впервые провела полный матч.
С 2020 года выступала за московский «Локомотив», с которым стала чемпионкой России 2021 года и серебряным призёром 2020 года.
22 декабря 2021 года стала игроком «Челси», заключив контракт до июня 2024 года. Первую игру провела 20 января 2022 года в Кубке лиги против «Вест Хэма» (4:2), выйдя на 77-й минуте на замену.
В августе 2023 года ушла в аренду в команду высшего дивизиона Франции «Париж». Дебютировала 9 сентября 2023 года в матче квалификации Лиги чемпионов-2023/24 против лондонского «Арсенала», в котором парижане одержали победу по пенальти. В чемпионате сыграла первую игру 16 сентября против «Лилля».
В июне 2024 года Абдуллина покинула «Челси» по истечении срока контракта и вернулась в «Локомотив». 29 июля в первом же матче Суперлиги против «Краснодара» отличилась забитым голом.
5 октября 2024 года вместе с «Локомотивом» стала обладательницей Кубка России, в финале был побеждён ЦСКА (2:0).

### В сборной
В юниорской сборной России дебютировала 19 октября 2016 года в товарищеской игре против сборной Белоруссии, выйдя в стартовом составе. 24 октября 2016 провела уже первую официальную игру за сборную против сборной Словении в рамках 1-го отборочного раунда женского юниорского чемпионата Европы (до 17), и стала автором единственного гола в матче на 14-й минуте. Всего за юниорскую и молодёжную сборные сыграла более 30 матчей.
В национальной сборной России дебютировала в 16-летнем возрасте — 23 ноября 2017 года в товарищеском матче против Бельгии. Впервые забила за сборную 27 ноября 2020 года в матче против Косово.

## Достижения
«Чертаново»
- Серебряный призёр чемпионата России: 2018

«Локомотив»
- Чемпион России: 2021
- Обладательница Кубка России: 2024
- Серебряный призёр чемпионата России: 2020

«Челси»
- Чемпион Англии (2): 2021/22, 2022/23
- Обладательница Кубка Англии: 2022/23

«Париж»
- Бронзовый призёр чемпионата Франции: 2023/24